# Leif Zern
Leif Åke Zern, född 6 juli 1939 i Sofia församling i Stockholm, är en svensk teaterkritiker, författare och tidigare kulturchef på Expressen.

## Biografi
Leif Zerns fascination för teater började redan på femtiotalet när han tillsammans med sina föräldrar såg tidens mest kända komiker på Södra teatern i Stockholm.
Zern arbetade 1964–1966 på Stockholms-Tidningen, var redaktör i BLM 1966–1969 och mångårig medarbetare som teaterkritiker på Dagens Nyheter från och med 1968. Som teaterkritiker i framför allt Dagens Nyheter har han recenserat alla de stora regissörerna – Ingmar Bergman, Alf Sjöberg, Bo Widerberg, Suzanne Osten – och skådespelarna: Bibi Andersson, Margaretha Krook, Anders Ek, Thommy Berggren. Han har tidigare varit verksam på Expressens kultursidor, där han var chef mellan 1982 och 1993. Han är också författare till ett flertal böcker.
2019 utkom han med boken Kritik, en stor urvalsvolym om Zerns kritikergärning och författarskap under mer än ett halvt sekel.
Zern gjorde även en liten roll i Jonas Cornells film Puss & kram från 1967.
Leif Zern är bosatt i Uppsala.

## Filmografi
- 1967 – Puss & kram
- 1987 – I dag röd (TV-serie)
- 1987 – Lysande landning (TV-serie)
- 1987 – Träff i helfigur (TV-serie)

## Priser och utmärkelser
- 2003 – Litteris et Artibus[5]
- 2004 – Expressens Björn Nilsson-pris för god kulturjournalistik[6]
- 2005 – Gun och Olof Engqvists stipendium[7]
- 2011 – Samfundet De Nios Särskilda pris[8]
- 2019 – Kungliga priset[9]
- 2020 – Lagercrantzen[10]
- 2020 – Natur & Kulturs kulturpris[11]